# Альфа Букар Бірам
Альфа Букар Бірам (д/н —після 1847) — 10-й альмамі імамату Фута-Джаллон в 1845—1847 роках.

## Життєпис
Походив з клану Алфьайя. Можливо син або інший прямий родич альмамі Абдулая Бадемби. 1844 року, коли альмамі з ворожого клану Сорійя — Бакарі — відмовився залишати свою посаду, що порушувала угоду 1799 року між Алфьайя і Сорійя стосовно почергового панування, то Альфа букар Бірам підняв повстання. Внаслідок запеклої боротьби Бакарі було переможено й страчено (або він загинув іншим чином).
1845 року Букар Бірам офіційно стає альмамі. Поновив політику підтримки марабутфів та суфії таріти (братства) Тіджанійя. Також все більше підтримував мусульман в державі Каабу, що приводило до повстань. 1847 року відповідно до угоди 1799 року передав владу представнику клану Сорійя — Умару.